# Salangane de Mearns
Aerodramus mearnsi
Espèce
Statut de conservation UICN

 LC  : Préoccupation mineure
La Salangane de Mearns (Aerodramus mearnsi, anciennement  Collocalia mearnsi) est une espèce d'oiseau de la famille des Apodidae.
Son nom est attribué à Edgar Alexander Mearns (1856-1916).

## Répartition
Elle est endémique des Philippines.

## Habitat
Elle habite les forêts tropicales et subtropicales.